# 埃力格
埃力格（英語：Eligor），是所羅門七十二柱魔神中排15位的魔神，位階公爵，統帥60個軍團。別名「亞必戈」（Abigor）。被描繪成一位手持長槍的騎士。手執著長槍、旗幟、蛇，驅乘著長著蝙蝠翅膀的馬，以一副溫文有禮的騎士姿態，出現於召喚者面前。具有透視與預知的能力，可以尋找隱藏的東西或是預知未來，但其專長在於掌握戰場的趨勢。也是一位熟悉戰爭的惡魔，左右著戰士們的意志及戰爭的結果。藉著他的能力，可以得到以己之力永遠也得不到的東西。得到其魔力的影響，使到原本與自己意見相違的(或者是合不來的)上級，轉變成自己的同伴。這是影響別人與自己的人際關係的惡魔。也就是所謂『改變戰爭的結果』。

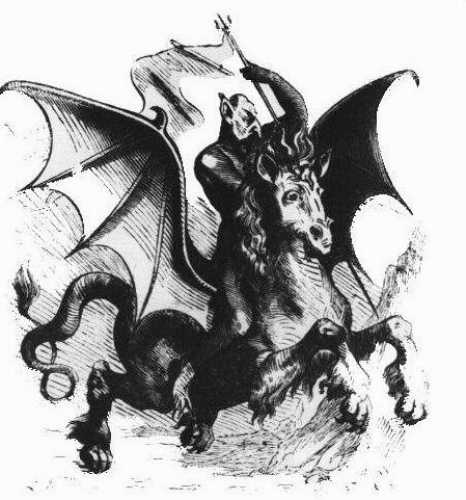
《地獄辞典》中的埃力格繪畫